# Stazione di San Michele di Pagana
Stazione di San Michele di Pagana egy bezárt vasútállomás Olaszországban, San Michele di Pagana településen.

## Vasútvonalak
Az állomást az alábbi vasútvonalak érintik:
- Pisa–La Spezia–Genova-vasútvonal

## Kapcsolódó állomások
A vasútállomáshoz az alábbi állomások vannak a legközelebb:
- Stazione di Santa Margherita Ligure-Portofino
- Stazione di Rapallo